# 陀思妥耶夫斯基纪念碑 (圣彼得堡)
陀思妥耶夫斯基纪念碑（Памятник Ф. М. Достоевскому）献给作家費奧多爾·米哈伊洛維奇·陀思妥耶夫斯基，位于俄罗斯圣彼得堡中区的弗拉基米尔广场。

## 历史
纪念碑的作者柳博夫·米哈伊洛夫娜·霍利纳（Любовь Михайловна Холина），早在1956年就创作了陀思妥耶夫斯基花岗岩雕塑的草图，在接下来的几年中进行了修改，但由于种种原因，纪念碑一直未能安装。直到1988年10月31日，俄罗斯联邦建筑师和艺术家联盟列宁格勒组织文化总局宣布，将开展陀思妥耶夫斯基纪念碑的设计竞赛。共有12个作品参赛，一等奖授予霍利纳和建筑师彼得罗夫。然而，这个项目并没有安装，因为决定要改用青铜替换作家的花岗岩雕塑。
1993-1994年，霍利纳的儿子和孙子艺术家彼得·亚历山大罗维奇和雕塑家帕维尔·伊格纳蒂耶夫参加了项目的修改，然后在雕塑厂用青铜铸造。纪念碑于1997年5月30日开放。
纪念碑的安装地点是靠近纪念该市著名文学家的陀思妥耶夫斯基博物馆的大莫斯科街（Большая Московская улица）。在附近的锻造巷（Кузнечный переулок）5号，与陀思妥耶夫斯基街拐角处，就是陀思妥耶夫斯基的最后一处住所。
陀思妥耶夫斯基的青铜坐像高2米，安装在1.5米高的花岗岩基座上，面向弗拉基米尔教堂。